# Таой (народ у В'єтнамі)
Таой (в'єт. Tà Ôi) — мон-кхмерський народ, одна з офіційно визнаних етнічних меншин у В'єтнамі.
Народ під назвою таой відомий в Лаосі та В'єтнамі, але це не одне й те саме. У В'єтнамі під цією назвою об'єднуються, певною мірою штучно, частково споріднені народи таой (Ta Oi, Ta Oy, Tau Oi, Ta Uat), пако (Pa Cô, Pacoh), кантуа (Can Tua, Kantua) та багі (Ba Hi). Ці народи мають багато спільного, але існують і відмінності в мові, особливостях побуту. Багі — це частина пако, що зливається з етнічною групою бру-ванк'єу.
Етноніми гірських етнічних груп, особливо мон-кхмерських, у Лаосі та В'єтнамі є проблемою. Деякі з етнічних груп не мають власної назви, але, навіть коли вона є, до них зазвичай застосовуються екзоніми. Назва таой є географічною, вона походить від однойменного плато, розташованого на території Лаосу.
Сусідами таой є народності кату та бру у В'єтнамі, пако і таой у Лаосі. Всі ці народи близькі за мовою та культурою, мають багато спільного в одязі та методах землеробства.

## Розселення і чисельність
Таої живуть у гірських районах Центрального В'єтнаму (Аннамські гори), біля кордону з Лаосом. Більшість народу розселена в повітах Алиой (в'єт. A Lưới) на заході провінції Тхиатхьєн-Хюе, а також Хуонгхоа (в'єт. Hương Hóa) і Дакронг (в'єт. Đakrông) на заході провінції Куангчі.
Загальна чисельність таой за даними перепису населення В'єтнаму 2009 року становила 43 886 осіб, серед них 3 014 осіб — міські жителі, 40 872 особи жило в селах. Майже всі таой розселені в провінціях Тхиатхьєн-Хюе — 29 558 осіб (2,72 % її населення) та Куангчі — 13 961 особа (2,33 % її населення). За оцінкою проєкту Етнолог, у 2002 році у В'єтнамі налічувалось 19 тис. носіїв мови таой та 16 тис. носіїв мови пако.
Споріднене населення живе також у Лаосі. Там народи таой та пако офіційна статистика враховує окремо.

## Мова
Говорять мовами катуйської гілки австроазійських мов: верхня таой (код ISO 639-3: tth) та пако (ISO 639-3: pac), багі вважається діалектом мови пако. Для обидвох мов було створена писемність на базі латинської абетки, проте вона не отримала поширення. Для мови пако існують словники, граматика, протягом 1965—1969 рр. була перекладена частина Біблії.
Мови таой та пако, як і більшість катуйських мов, лишаються недостатньо дослідженими. Поки точно не відомо, які існують діалекти, якою є територія їхнього поширення, якими є соціолінгвістичні зв'язки між їхніми носіями та з носіями споріднених мов.
Користуються також в'єтнамською мовою. У таой найнижчий рівень грамотності серед етнічних меншин В'єтнаму; лише від 5 до 15 % вміють читати (в'єтнамською).

## Історія
Уважається, що мон-кхмерські народи були першими мешканцями Південно-Східної Азії. Спочатку вони населяли більшу частину рівнинних областей регіону. Про це, зокрема, свідчать і легенди народу пако, які передаються з покоління в покоління. Предки таой входили до великої імперії кхмерів, яка процвітала з IX до XIII століття й включала території сучасних Камбоджі, Таїланду, Лаосу та частини В'єтнаму. Починаючи з XIV—XV ст., тайські народи, серед них лаосці та сіамці, мігрували на південь з території Китаю, вони поступово відтісняли корінне населення в гори. Сила імперії кхмерів впала, коли 1431 року сіамці захопили її столицю.

## Вірування
98 % таоїв дотримується традиційних вірувань, 2 % — християни, переважно католики.
Традиційна таойська релігія за своєю суттю є анімістичною. Життя людей пронизане страхом перед світом духів. Для них важливим є підтримання добрих стосунків з духами, які можуть забезпечити людям добробут, але можуть і завдавати шкоди. Існує багато табу, яких слід дотримуватись, щоб духи не ображалися. Якщо табу буде порушено, людина має принести жертву, щоб заспокоїти дух, який вважається ображеним. У центрі кожного села встановлюють спеціальні хатинки для духів, поруч стоїть жертовний стовп. Жертви включають алкоголь, рис, курку, в особливих випадках жертвують буйвола. Церемонії жертвоприношення здійснює сільський шаман.
Найпотужнішими духами таой вважають духа рису та духа неба; вони, на їхні переконання, контролюють долю народу.
Хоча жертви для заспокоєння духів можуть здійснюватись у будь-який час, є також дві обов'язкові церемонії, які відбуваються щорічно. Одна відбувається в лютому й має вшанувати духа-охоронця села. Друга проводиться в жовтні, таким чином люди повідомляють духам, що збираються розчистити нову ділянку землі під рисові поля, й просять у них на це дозволу.
Шанують предків.

## Господарство

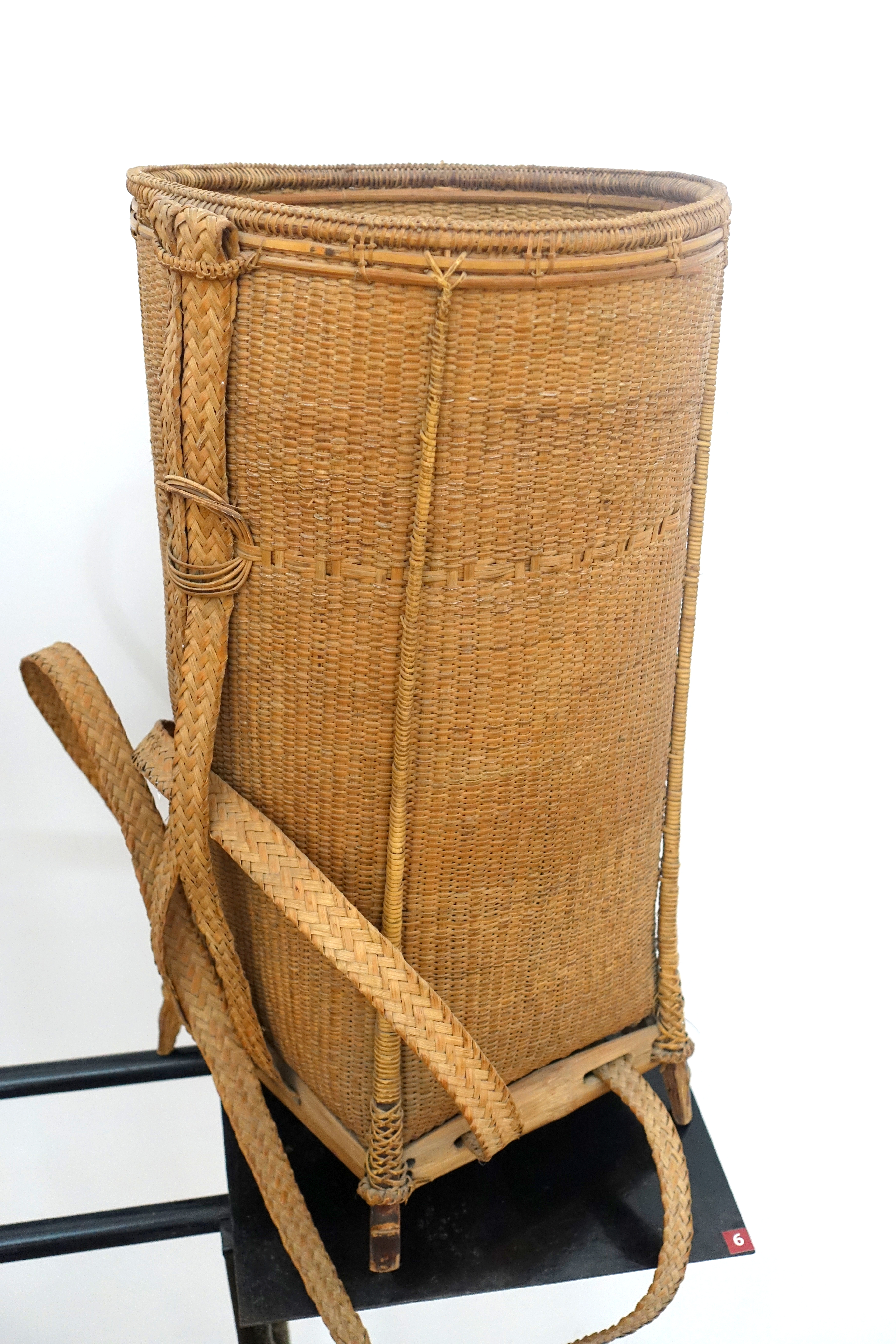
Таойський наплічний кошик.

Основне заняття таой — землеробство. Більшість продовжує використовувати традиційний підсічно-вогневий спосіб обробки земель. Багі — єдина група, яка вирощує рис на зрошуваних полях. Знаряддя праці досі залишаються примітивними, а технології дуже простими. Урожай сильно залежить від погодних умов, полив здійснюється виключно атмосферними опадами, люди не використовують жодного добрива, окрім попелу від спалювання залишків останнього врожаю. Таої вважають, що використання мінеральних добрив не сподобається духам полів та рису. Урожайність є низькою. Збирають один урожай на рік.
Основною продовольчою культурою є рис. Вирощують також кукурудзу, маніок, батат, бобові, різні овочі.
Важливими джерелами продовольства є також мисливство, рибальство та збиральництво. У минулому таой були відомі як вправні мисливці та спеціалісти з одомашнення слонів. Слони використовувались на лісозаготівлі та інших роботах. Зараз таої відмовилися від цього заняття. Худобу (буйволи, корови, кози, свині) розводять переважно для жертвоприношень. Тримають курей.
Група живе на самодостатній економіці, дуже мало продукції йде на продаж.
Останнім часом все ширше впроваджується культура вологого рису. Таої також почали вирощувати товарні культури: тютюн, коноплі, кава, чай, соя, касторові боби (рицина), кунжут, червоний перець та інші спеції, фрукти.
Ремесла розвинені слабко. Основними таойськими ремеслами є різьблення по дереву та виготовлення кошиків. Таої відомі своїми дерев'яними масками та статуями, різьблення використовується в оздобленні хат; популярним є мотив ящірки. Основними плетеними виробами є кошики; вони мають різні розміри та призначення: перенесення вантажів з лісу чи поля, зберігання продуктів тощо. Виготовляють кошики з бамбука та ротанґа, носять за спиною. Кошики часто прикрашають різноманітними орнаментами.
Кантуа — єдиний підрозділ, який володіє ткацтвом та виготовленням одягу.
Свою продукцію (тютюн, коноплі тощо) таої вимінюють на одяг та металеві інструменти. Здавна існувала традиційна торгівля з лаосцями та в'єтнамцями.

## Суспільство
Основною соціальною одиницею таойського суспільства є сільська сусідська громада (вел). Кожен вел налічує десяток довгих хат (дунг) і має власну назву, що може виводитись із міфу, легенди чи природного явища, якому приписують міфічні властивості. Але більшість велів отримала свою назву від розташованих поруч річок, струмків, джерел, гір або пагорбів. Кожна громада володіє певною територією, яка визначається чіткими природними орієнтирами: урвищами, скелями тощо.
Сільська громада все ще будується переважно за родинним принципом, хоча дедалі посилюються та розширюються сусідські стосунки. Кожен вел складається із декількох розширених сімей (я), що включають три-чотири покоління родичів і побудовані на суворій екзогамії. Члени такої групи стверджують, що мають спільного міфічного або справжнього предка. Кожен я має свою тотемну назву, зазвичай це назва тварини, рослини чи предмета, наприклад: ачо (собака), тувел (кішка), планг (трава), тупул (ступка для рису). Будь-яке ганьблення тотему суворо заборонене. Всі члени розширеної сім'ї традиційно жили під одним дахом у довгій хаті. Є правилом, що в одній хаті не можуть жити особи з різних розширених сімей. До складу я входять десятки малих сімей. Що більшою є розширена сім'я, тим сильнішим є її вплив у справах всього велу. В деяких випадках велика розширена сім'я відокремлюється від інших, щоб створити новий вел.
Вел є автономним утворенням із власним керівництвом, сформованим селянами за принципом демократії. Органом влади в селі є рада старійшин, яка повноважна вирішувати всі справи громади. До складу ради входять представники розширених сімей, які добре знають звичаї народу. Очолює вел сільський голова (ріай, аріай), який за старих часів належав до родової лінії засновників села. Посада ріая переходила від батька до сина, якщо не існувало серйозних заперечень до цього. Замість недієздатного спадкоємця жителі села обирали іншу особу. Для цього рада старійшин скликала спеціальні збори. У наш час ріай обирається жителями села. Ріай разом із радою старійшин займається врегулюванням внутрішніх справ (церемонії шанування духів, управління та розподіл природних ресурсів, розселення, регулювання та підтримання балансу в соціальних стосунках). Він також представляє село в стосунках із зовнішнім світом. Помічниками ріая є конпача (особа, що займається врегулюванням конфліктів), кокпу (шаман, чаклун) або воєначальник.
Кожна розширена сім'я має свого голову, зазвичай це старший із потомків першої гілки родини. Він вирішує питання, пов'язані з матеріальним та духовним життям розширеної сім'ї, питань, що стосуються відносин з іншими родинними лініями, а також між його розширеною сім'єю та сільською громадою в цілому. Проте остаточне рішення приймають спільно представники малих сімей. Голова розширеної сім'ї також представляє свою родину в обговоренні та врегулюванні справ усього села. Поступово інституція розширеної сім'ї занепадає, люди залишають довгі хати й живуть окремими незалежними нуклеарними сім'ями.
Звичаєві закони та традиції таой сприяють збереженню глибоко вкоріненого зв'язку людей зі своїми предками, що сприяє консолідації громади. Кожне село має громадську хату, де проводяться соціальні заходи. Громадська хата символізує міць села й пов'язує його жителів у громаду, особливо це відчувається під час здійснення культурних ритуалів. У межах велу добре розвинений дух взаємної допомоги. Таойське суспільство поділяється на бідних (кадік) та багатих (конпронга), але диференціація між ними незначна.
Таойське суспільство є патрилінійним і патрилокальним, дружина після весілля переходить до родини чоловіка, приймає нову тотемну символіку й має відмовитись від власного роду та власних предків. Хоча чоловік та дружина є рівними в подружніх відносинах, чоловіки в суспільстві поважаються більше за жінок. Ролі чоловіків і жінок є чітко визначеними. Жінки займаються всім, що стосується їжі, включаючи кухню, посадку та збирання врожаю. Чоловіки полюють і ловлять рибу, розчищають джунглі та займаються будівництвом.
Молоді люди вільні вибирати, з ким їм одружуватись. Коли юнак обере собі дівчину, він посилає посередника до її родини, щоб домовитись про умови шлюбу. За наречену потрібно дати викуп. Якщо сім'я молодого бідна, за згодою сім'ї молодої, викуп може бути зменшений, але він все одно повинен включати принаймні одного буйвола та трохи їжі. Принаймні в минулому існувало багатоженство, чоловік міг взяти кількох дружин, якщо міг дозволити собі сплатити відповідний викуп.
Вдова лишається в сім'ї свого померлого чоловіка на все життя. Вона може повернутися до батьківської хати, але лише з голими руками. Характерним явищем є шлюб на заміну, коли вдова виходить заміж за брата померлого чоловіка. Поширені кроскузенні шлюби, зберігаються пережитки триродового союзу, коли подружжя вибирають з конкретної родової групи, сорорат і левірат. Звичаєві закони заохочують шлюб між синами сестер та дочками братів, але забороняють шлюб між дочками сестер та синами їхніх братів. Порушники цього правила суворо караються, навіть вигнанням із села.
Не є рідкістю, коли таої одружуються за межами своєї етнічної групи, особливо в останні часи. Часто до цього спонукає бажання отримати кращі технології ведення сільського господарства.

## Побут
Традиційні таойські села, які, як і громада, звуться вел, мають кругове планування. По центру стоїть громадська хата, а також хатинка для духа села з жертовним стовпом поруч. 5-10 довгих хат дунг ставили в радіальному від центрального майдану порядку. Розмір довгої хати визначався чисельністю розширеної сім'ї та розташуванням села й міг сягати до 200 м завдовжки. Тепер все частіше люди живуть у невеличких хатах, розрахованих на одну нуклеарну сім'ю, ставлять їх уздовж дороги.
Таойські хати стоять на палях. Будують їх з деревини, бамбука, ротанґа та соломи. Хати мають вигнутий дах, гребені прикрашають різьбленням.
Довгі хати мають численні перегородки, які поділяють загальний простір на приміщення для окремих нуклеарних сімей, кожна з яких має власну кімнату та піч. Уздовж хати йде довгий коридор, кімнати для окремих сімей виходять на один або на два боки. Коли молоді чоловіки вступають у шлюб і заводять нову сім'ю, до довгої хати добудовують нову секцію.
Кожен таойський вел має громадську хату, що зветься ронг (варіанти назви: Rong, Ron, Dung Put-lu). Її споруджують спільно мешканці села. Ронг є місцем сільських зібрань та прийому гостей, тут проходить політичне, культурне та релігійне життя села. Ронг водночас є місцем ночівлі нежонатих чоловіків. Тут також зберігається спільна власність громади: гонги, глечики, цимбали, мисливські трофеї, голови тварин, принесених у жертву під час виконання релігійних ритуалів тощо.
Таої мають ще одну громадську хату, що зветься трапчунуй («хата привидів»). Ставлять її на краю села й використовують для проведення громадських заходів та ритуалів під час похорон та ексгумації померлих для перепоховання.
Традиційне таойське вбрання дуже просте. Чоловіки часто носять лише пов'язку на стегнах, жінки в минулому вдягали спідницю та блузку з кори дерева абай. Таку «тканину» вимочували, сплющували та сплітали шворками з лісового дерева.
На свята, церемонії та важливі події чоловіки таой вдягають особливу пов'язку на стегнах, що зветься чугол. Вона має 4 м завдовжки й ширину 30 см, один кінець чугола зав'язують на животі, пропускають униз між ногами до спини, потім від правого стегна обмотують навколо талії й зав'язують на животі; решту підіймають угору до потилиці й розділяють на дві частини, щоб прикрити передню й задню частину тіла. Інший традиційний чоловічий одяг — пагол, шматок тканини 4 м завдовжки і 60 см завширшки, він прикриває верхню частину тіла у формі літери X. Жіночий таойський костюм включає ноп (блузка з коротким рукавом та коміром ромбічної форми), артенг (пояс 1,7 м завдовжки й шириною 6 см з різнокольоровою торочкою на 12-15 см) та най (спідниця, що кріпиться поясом).
Останнім часом жінки зазвичай носять одяг лаоського типу, а чоловіки вдягають штани.

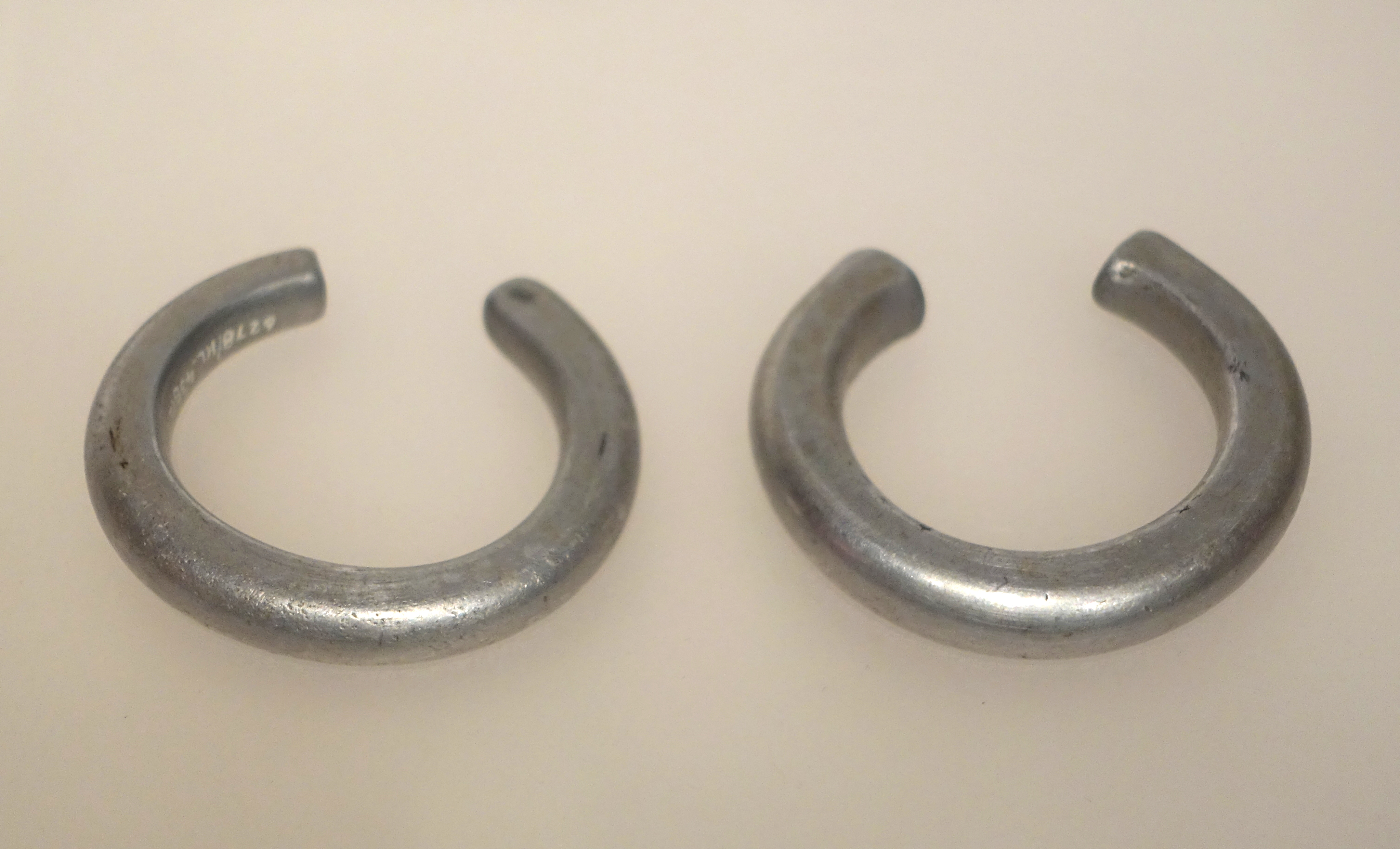
Таойські срібні браслети.

Популярними є різноманітні прикраси: намиста, браслети, сережки, гребінці. Часто вони зроблені з латуні або срібла. Популярними є традиційні намиста з перлів.
Всі дорослі таої повинні були мати татуйоване тіло та пробиті вуха. У чоловіків малюнок татуювання найчастіше містив зображення тигрів, орлів, гір, це символізує чоловічу силу, твердість і спритність. Серед жінок дуже популярним татуюванням було зображення лісового дерева абоонг, яке дає велику тінь і має завиті гілки; воно символізує чистоту жінок, які перебувають під захистом всієї громади. За традицією, молоді хлопці та дівчата при досягненні повноліття підпилювали шість передніх зубів, тільки після цього вони визнавалися дорослими членами громади й їм дозволялося одружуватись. Існувала також традиція розтягувати мочки вух, але всі ці практики зараз зустрічаються все рідше.
Кухня таой проста. Традиційна їжа — рис, овочі, рідше м'ясо. Їжу переважно варять або готують на грилі. М'ясо різних тварин солять під соусом у бамбукових трубках (циліндрах). Їжа для таой — це не лише засіб до існування, а спосіб соціального спілкування.

## Традиційні свята
Таої мають декілька регулярних релігійних свят, серед них свято захисту полів Пугбог, свято на честь зібраного врожаю Ада, ритуал ексгумації та перепоховання Арьєу-Пінг.
Найбільшим святом у народності пако є Арьєу-Пінг, воно має релігійний характер й є свідченням поваги до покійного. Ритуал Арьєу-Пінг має на меті заспокоїти душу померлого й захистити місцевих жителів від хвороб. Він проводиться раз на 5-7 років. Святкування не обмежується сім'єю або родом, Арьєу-Пінг святкують усім селом, церемонія сприяє згуртованості громади. Спілкуючись між собою під час свята, люди також мають можливість обговорити й вирішити свої повсякденні проблеми.
Арьєу-Пінг може тривати 2-3 дні, залежно від статків жителів села. Кожна сім'я готує ритуальні предмети та страви для гостей. У підготовчий день місцеві жителі разом зводять у центрі села ритуальну хатину Анчап; тут відбуватимуться святкові заходи. Сюди приносять з лісу урни з прахом померлих, в цій хаті також складають ритуальні предмети. Святкова частина розпочинається наступного дня. На околиці збираються гості із сусідніх сіл, вони приходять у традиційному вбранні, з музичними інструментами. Гості вишиковуються в колону й під звуки гонгів, барабана та духових інструментів рухаються в танці до центру села. Водночас місцеві жителі ставлять на центральному майдані жертовний стовп неу, прив'язують до нього жертовних тварин (це можуть бути корови, буйволи, кози, свині). Кульмінація свята настає, коли старійшина читає вголос молитву, запрошуючи на свято предків і просять їх прийняти жертви.

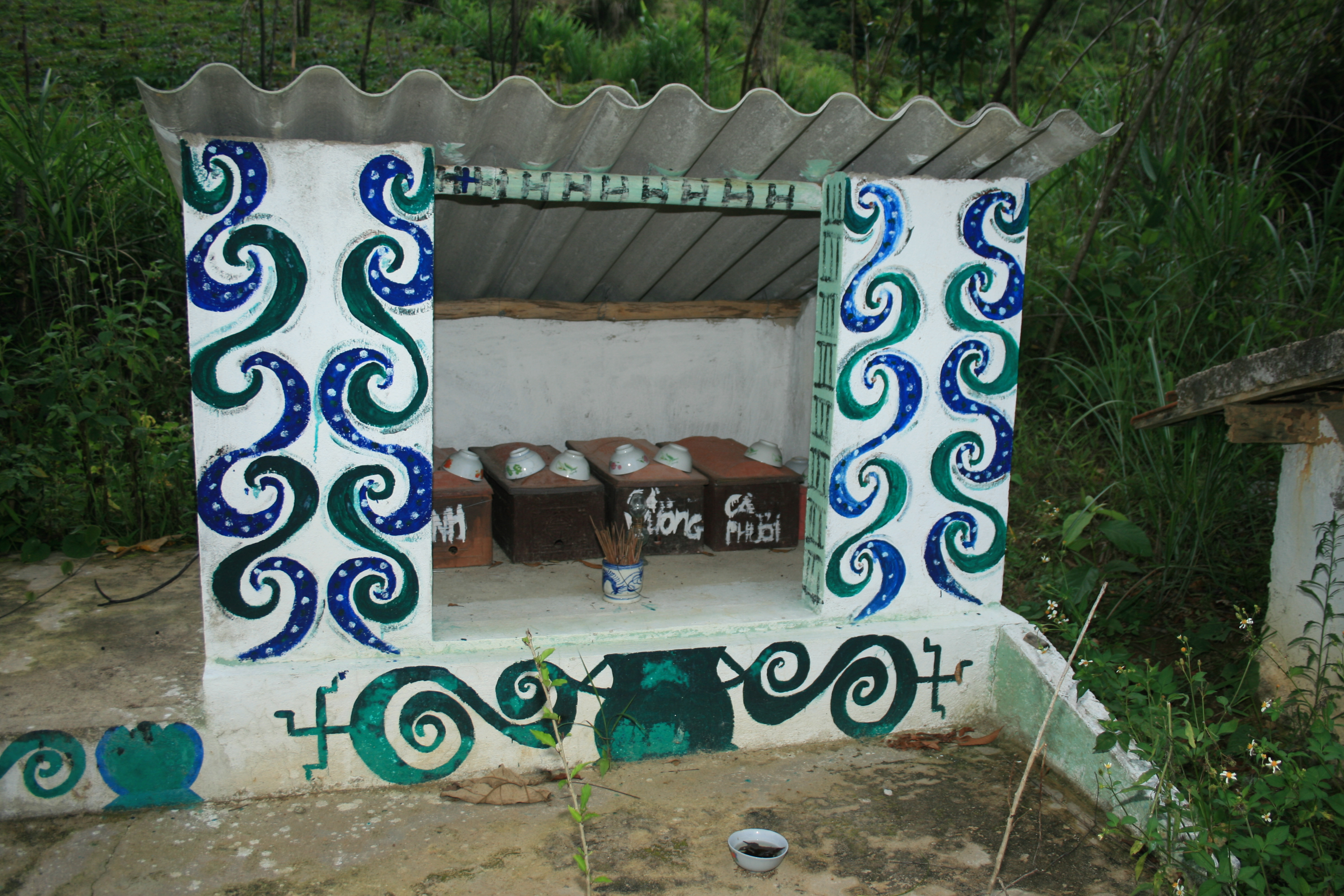
Таойська усипальня (повіт Алиой).

На другий день проходять музично-танцювальні та спортивні заходи. Хлопці та дівчата змагаються в народних іграх, серед яких перештовхування колоди, стрільба з луку. Змагання супроводжуються грою на традиційних музичних інструментах та оплесками глядачів. Всю ніч люди грають на барабанах та гонгах, танцюють і співають. В останній день свята місцеві жителі проводжають душі померлих в інший світ. Святкові заходи продовжуються, в хаті Анчап під звуки гонгів та барабанів родичі померлих, сусіди та гості з інших сіл по черзі запалюють пахощі в пам'ять про покійних. Цього дня проводять ритуал перепоховання останків покійних, тепер в усипальнях, розташованих на території села. Водночас ремонтують та прикрашають родову усипальню.
Ада (Аза, Арьєу-Аза) — друге за масштабом місцеве свято. Воно має сакральне значення для таоїв. Люди висловлюють вдячність вищим силам (духам неба та рису) за дарований урожай, звертаються до них із проханням бути щедрими й наступного року, дарувати людям щастя та добробут. Ада проводиться в кінці року, починаючи з шостого дня одинадцятого місяця за місячним календарем, коли визріває рис і настає холод. Кожне село саме вибирає собі найкращий день для проведення свята.
Свято Ада триває 2-3 дні, а готуватися до нього починають за тиждень. Чоловіки готують жертовних тварин, жінки йдуть у ліс по бамбукові пагони та різноманітне листя для традиційних страв. На свято готують найсмачніші страви, вдягають найкраще вбрання. У бамбукових трубках запікають рис, свинину, на відкритому багатті смажать курей, качок, мишей, жаб, рибу. У минулому на знак подяки люди жертвували духу неба буйвола, тепер жертвують лише козла. Духові рису жертвують свиней, курей, риб тощо. Рис для таой репрезентує всі сільськогосподарські культури, є символом добробуту, тому серед ритуальних предметів обов'язково мають бути рисові колоски та тарілка з рисом.
Ада вважається родинним святом. Щороку на це свято всі люди повертаються в рідні села. Родичі збираються за одним столом, п'ють алкогольні напої, згадують минуле, розповідають про своє життя та роботу, бажають один одному щастя й благополуччя наступного року. Кожна сім'я, крім таці з жертвами для вищих сил, готує тацю з традиційними стравами, якими пригощає родичів та гостей з інших сіл. Таої вважають, що дотримання цієї традиції дуже цінується духами, й за це вони посилають людям гаразди.
Свято Ада складається з двох частин: урочистої та святкової. Ритуали проводять у відповідності з давніми традиціями. Дійство розпочинається рано вранці, відразу після сходу сонця, коли повітря чисте й прозоре. Після завершення урочистої частини починається святкова програма з танцями та музикою. Під звуки гонгів та інших традиційних музичних інструментів хлопці та дівчата в нарядних костюмах виконують традиційні танці заза та почиєнгкоон, лунають народні пісні.
Тепер лише люди похилого віку добре знають народні традиції та звичаї. Організацією свята Ада опікуються державні органи місцевої влади, свято відвідують туристи з різних куточків країни.

## Духовна культура й традиції
Таої зберігають численні елементи матеріальної та нематеріальної спадщини. Серед них традиційні свята, народні музика, танці, пісні, казки.
Після довгого дня в полі таої люблять збиратися разом і відпочивати зі співами та танцями. Народні пісні та танці виконують також на свята, у такий спосіб люди просять у вищих сил щастя та добробуту. Існує декілька жанрів народної пісенно-танцювальної творчості: чачап, аден, калой, оат, таой та ін. Великою популярністю користується жанр діалогового співу чачап, існують його версії для трьох вікових груп. Пісні чачап містять порівняльні та алегоричні фрази, так люди висловлюють свої емоції та почуття. Популярним також є комплекс пісень оат. У цих піснях люди висловлюють свою радість та смуток, розповідають про своє кохання. Вони співають також про боротьбу, яку пережили їхні предки, про гніт і неприязнь, з якими вони стикалися в стосунках з іншими етнічними групами, що хотіли зробити з них рабів.
Співи та танці виконують під акомпанемент традиційних музичних інструментів: гонги, барабани, кхен (традиційний інструмент із очеретяних трубок), духовий інструмент руй, цитра талу та ін. Звуки барабанів та гонгів символізують вітання вищих сил і запрошують жителів села на святкові заходи. Великою популярністю в гірських районах користується духовий музичний інструмент з рогу буйвола. Він є символом голови роду, а його цінність визначається розміром та кутом вигину рогу. Ріг звучить на великі свята, зокрема на Арьєу-Пінг.
Таої зберігають справжній скарб давніх оповідань та казок, легендарних та жартівливих. В них розповідається про минуле, культуру та життєдіяльність народу. Ще таої мають багато віршів, прислів'їв та загадок, які висвітлюють боротьбу добра та зла, справжнє кохання та відданість у стосунках між чоловіком та жінкою.
Таойські хлопці та дівчата можуть вільно зустрічатися й спілкуватись між собою, самі вибирають собі пару. З давнини популярним був звичай дісім, коли закохані розповідали один одному про свої почуття. Хлопець приходив до хати дівчини й стукав гілкою в двері. Якщо він подобався дівчині, вона пускала його до своєї кімнати. Пара всю ніч розмовляла та співала традиційних пісень. З часом цей звичай відійшов у минуле.

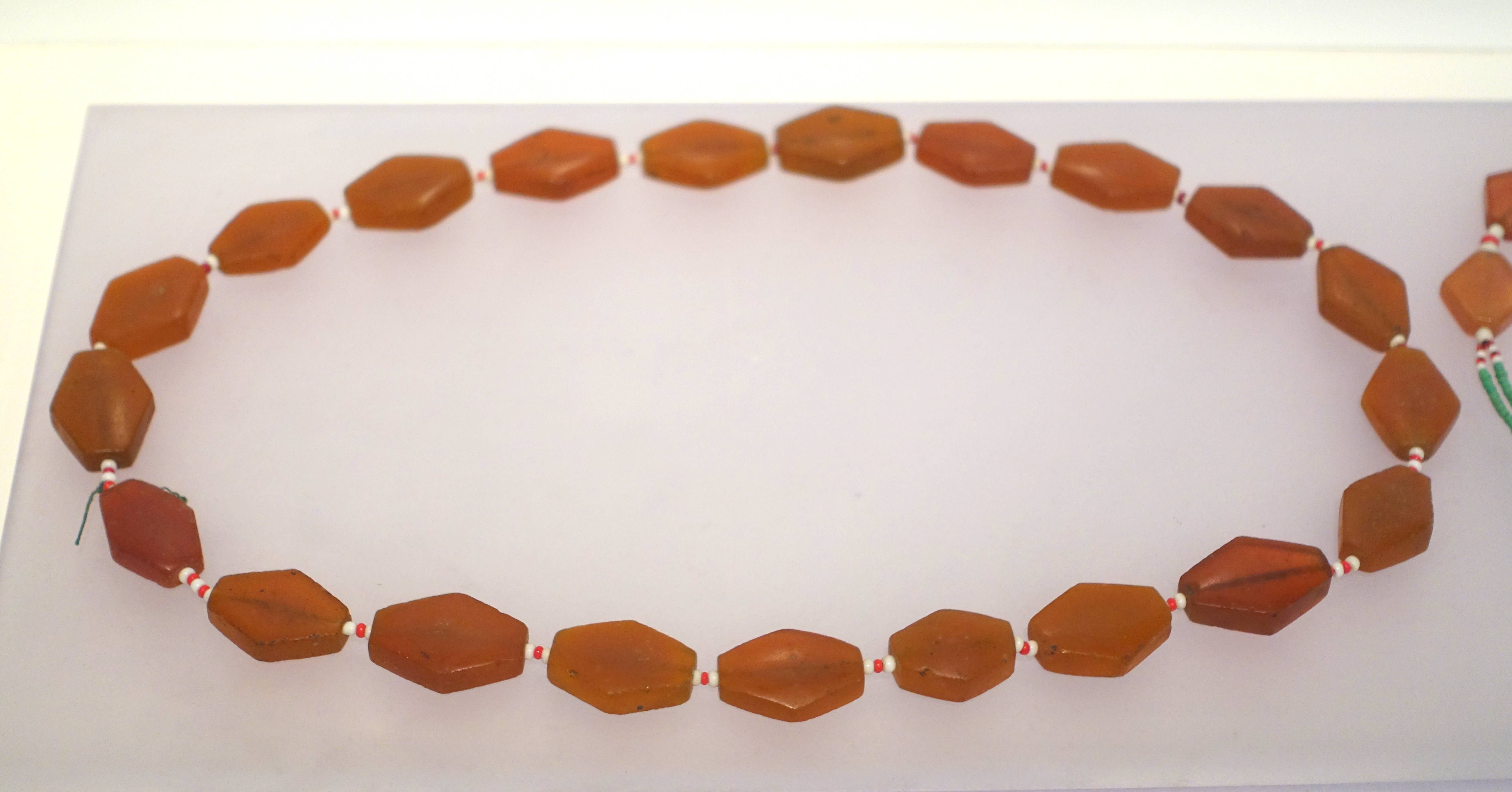
Таойське агатове намисто канкай.

Щоб стати подружжям, молода пара має пройти багато традиційних обрядів, серед яких церемонія сватання, офіційна церемонія пропозиції, церемонія весілля тощо. Спочатку хлопець та дівчина повідомляють своїх батьків про бажання вкласти шлюб. Ті мають підготувати весільні подарунки. Батьки хлопця повинні запалити пахощі на сімейному вівтарі й повідомити предків про майбутню невістку. Після цього вони посилають свата до батьків дівчини, той приносить агатове намисто, що символізує початок стосунків між батьками молодих. Факт приймання подарунків свідчить про згоду батьків дівчини на шлюб. Батьки з обох боків не лише готують подарунки молодим, а й обмінюються подарунками між собою. Сім'я молодого приносить до хати молодої м'ясо чотириногої тварини (свиня, корова, коза), сім'я молодої готує накидку з парчі, клейкий рис, м'ясо риби та птиці.
Згодом відбувається церемонія заручин, делегація родини нареченого, що включає свата, голову родини, батька нареченого, його молодшу сестру, відвідує сім'ю нареченої, приносить весільні подарунки: срібні браслети, сережки, намиста, тканини, гонги, глечики. Про майбутнє весілля родина нареченого зобов'язана повідомити сільського старосту. Нехтування цим правилом загрожує штрафом, особливо коли молодий одружується з дівчиною з іншого села. Весілля — це велика церемонія, в ній беруть участь весь рід і все село.
Виходячи з рідної хати, наречена покриває голову накидкою, а коли хода приходить до хати молодого, мати нареченого зустрічає невістку біля входу, знімає з неї накидку й удягає агатове намисто. Тоді всі заходять до хати й спілкуються між собою. Традиційно розмова представників двох сімей відбувається у формі діалогових співів. Майстерність у діалогових співах є показником інтелігентності та авторитету кожного роду. Це своєрідне змагання, слова містять глибокий підтекст. Родичі молодого вихваляють молоду й бажають їй стати гарною дружиною, подібні слова лунають від родичів молодої на адресу молодого. Молодятам бажають вічного щастя.
Молоді повинні пройти ряд обов'язкових ритуалів, серед яких розпалювання печі, миття ніг, обмін їжею. Молодій заборонено робити будь-які справи в сім'ї свого чоловіка, поки вона не виконає ритуал розпалювання вогню; якщо виявиться її нездатність це зробити, вона повертається до своїх батьків.
Сьогодні жінки часто народжують дітей удома, але в минулому вони мусили йти до лісу й народжувати там дитину на самоті, без сторонньої допомоги; тільки після родів молода мати поверталася до села.
Після того, як людина померла, шаман виконує складний ритуал, який має допомогти душі померлого знайти шлях до наступного життя. Таої розрізняють хорошу смерть (від хвороби або через старість) і погану смерть (самогубство або коли людину загризли дикі тварини). Похорони проводяться з ретельним дотриманням усталених церемоній. Кожен рід має своє кладовище. Жінок таой ховають у їхньому традиційному одязі та з прикрасами з міді, срібла, слонової кістки чи скла.
Через кілька років після поховання останки небіжчика викопують, миють, прикрашають та проводять перепоховання. Над новою могилою зводять поховальну хатинку, вишукано прикрашену різьбленням, навколо неї ставлять дерев'яні статуї.